# Nóvogordéievka
Nóvogordéievka (en rus: Новогордеевка) és un poble del krai de Primórie, a l'Extrem Orient de Rússia, que en el cens del 2010 tenia 824 habitants. Pertany al districte rural d'Anútxinski.